# Give Us This Day
Give Us This Day is een Britse dramafilm uit 1949 onder regie van Edward Dmytryk. De film is gebaseerd op de roman Christ in Concrete (1939) van Amerikaanse auteur Pietro Di Donato. De film werd destijds uitgebracht in Nederland onder de titel Ons dagelijks brood.

## Verhaal
Geremio is een Italiaanse metselaar in Brooklyn. Zijn familie en hij lijden bittere armoede tijdens de Grote Depressie.

## Rolverdeling
| Acteur            | Personage     |
| ----------------- | ------------- |
| Sam Wanamaker     | Geremio       |
| Lea Padovani      | Annuziata     |
| Kathleen Ryan     | Kathleen      |
| Charles Goldner   | Luigi         |
| Bonar Colleano    | Julio         |
| William Sylvester | Giovanni      |
| George Pastell    | The lucy      |
| Philo Hauser      | Head of Pig   |
| Sid James         | Murdin        |
| Karel Štepánek    | Jaroslav      |
| Ina De La Haye    | Dame Katarina |
| Rosalie Crutchley | Julio's vrouw |
| Ronan O'Casey     | Bastian       |
| Robert Rietty     | Pietro        |
| Charles Moffat    | Pasquale      |